# Bạch Công Khanh
Bạch Công Khanh (sinh ngày 23 tháng 11 năm 1990) là nam ca sĩ, diễn viên, người dẫn chương trình người Việt Nam. Anh để lại những ấn tượng trong lòng khán giả từ sau vai Duy Lâm trong bộ phim truyền hình Thứ ba học trò trên HTV9. Hiện anh là người dẫn chính cho chương trình Sàn chiến giọng hát.

## Tiểu sử
Bạch Công Khanh sinh ra trong gia đình không ai theo nghệ thuật. Tuy nhiên ngay từ nhỏ, Bạch Công Khanh đã bộc lộ đam mê về ca hát; anh tham gia nhiều cuộc thi lớn nhỏ của trường, Quận và Thành phố. Năm 2009, sau chương trình Tiếng Ca Học Đường, anh quyết định bước vào sự nghiệp ca hát và nhận vai Duy Lâm trong bộ phim "Thứ ba học trò" và để lại nhiều ấn tượng với khán giả.
Bạch Công Khanh từng là sinh viên khoa quản trị kinh doanh, Trường Đại học Mở Thành phố Hồ Chí Minh. Anh hoạt động từ năm 2009 ngay từ khi học năm nhất.
Từ năm 2017, Bạch Công Khanh hoạt động trong cả 2 hình thức.

## Sự nghiệp
Khi đang học năm 2 đại học, Bạch Công Khanh đầu quân vào Công ty Nhạc Xanh và trở thành ca sĩ độc quyền trong 5 năm. Anh ra Single “Sài Gòn Giáng Sinh” vào cuối năm 2010 và MV “Một Lời Yêu” vào giữa năm 2011. Song song đó, Bạch Công Khanh vẫn tiếp tục khẳng định khả năng diễn xuất của mình với “Lặng Lẽ Yêu Em”, “Nước Rút”, “Số Phận Bị Đánh Cắp”.v.v... Bạch Công Khanh bất ngờ rút khỏi làng giải trí vào khoảng cuối năm 2011 vì một số lý do cá nhân.
Đến giữa năm 2013, Bạch Công Khanh mới chính thức quay trở lại showbiz Việt với 2 bộ phim truyền hình “Cạm Bẫy Thị Thành” của đạo diễn Lâm Lê Dũng và phim “Trả Giá” của Đinh Đức Liêm đồng thời tiếp tục là ca sĩ độc quyền của Nhạc Xanh.
Đến tháng 2 năm 2015, anh kết thúc hợp đồng độc quyền với Công ty Nhạc Xanh và bước vào hoạt động tự do từ đó đến nay.
Bạch Công Khanh tham gia chương trình truyền hình thực tế Gương mặt thân quen 2016. Anh đã vượt qua nhiều đối thủ để trở thành quán quân. Chiến thắng này đánh dấu sự trưởng thành trong nghề nghiệp cũng như một lần nữa khẳng định lại tên tuổi của Bạch Công Khanh.
Đồng thời, Bạch Công Khanh cũng phát hành Album đầu tay mang tên “Nhật Ký” với dòng nhạc chủ đạo là trữ tình bolero, album gồm 6 bài hát quen thuộc nhưng với phong cách mới.
Cuối năm 2016, Bạch Công Khanh phát hành Single đầu tay mang tên “Không Phải Anh”, một sáng tác của ca – nhạc sĩ Đinh Mạnh Ninh, với phong cách pop-ballad.
Với diễn xuất trong bộ phim “Oán” của đạo diễn Huỳnh Đông, Bạch Công Khanh nhận được rất nhiều những phản hồi tích cực từ giới chuyên môn và khán giả. Tiếp nối thành công đó, anh có vai chính đầu tiên trên màn ảnh rộng trong phim “Vali Tình Yêu” của hai đạo diễn Hoàng Bùi – Lê Quang Thanh Tâm, năm 2017.
Tháng 8 năm 2017, Bạch Công Khanh khánh thành cây cầu Bảy Ứng, nối liền 2 tỉnh Bạc Liêu – Sóc Trăng, do anh xây dựng với 500 triệu từ giải thưởng của Gương mặt thân quen 2016.
Từ năm 2019 đến nay, anh được biết đến với vai trò người dẫn chương trình (trọng tài phiên đấu giá) của chương trình Sàn chiến giọng hát trên VTV3. Anh tham gia dẫn chương trình ngay từ mùa đầu tiên. Nhờ sở hữu ngoại hình điển trai cùng với khả năng ứng xử linh hoạt của anh mà gameshow này đã nhận được những phản ứng tích cực của khán giả. Sau Sàn chiến giọng hát, anh còn tham gia dẫn một số chương trình khác, điển hình có thể kể đến: Ca sĩ ẩn danh, Song ca giấu mặt...

## Chương trình truyền hình

### Người dẫn chương trình
Bạch Công Khanh đã và đang dẫn những chương trình sau:

"

| Năm  | Tên chương trình                  | Kênh                    |
| ---- | --------------------------------- | ----------------------- |
| 2017 | Con Biết Tuốt                     | VTV3                    |
| 2018 | Ban Nhạc Quyền Năng (Mùa 2)       | THVL1, THVL2            |
| 2019 | Ban Nhạc Quyền Năng (Mùa 3)       | THVL1, THVL2            |
| 2019 | Ai Là Bậc Thầy Chính Hiệu (Mùa 1) | VTV3                    |
| 2019 | Sàn Chiến Giọng Hát (Mùa 1)       | VTV3                    |
| 2020 | Ai Là Bậc Thầy Chính Hiệu (Mùa 2) | VTV3                    |
| 2020 | Ca Sĩ Ẩn Danh                     | VTV3                    |
| 2020 | Sàn Chiến Giọng Hát (Mùa 2)       | VTV3                    |
| 2021 | 5 Vòng Vàng Kỳ Ảo (Mùa 2)         | VTV3                    |
| 2021 | Sàn Chiến Giọng Hát (Mùa 3)       | VTV3                    |
| 2022 | Sàn Chiến Giọng Hát (Mùa 4)       | VTV3                    |
| 2022 | Tết Vạn Lộc 2022                  | Youtube NỤ CƯỜI VÀNG TV |
| 2023 | Sàn Chiến Giọng Hát (Mùa 5)       | VTV3                    |
| 2023 | Song Ca Giấu Mặt                  | THVL1, THVL2            |
| 2024 | Sàn Chiến Giọng Hát (Mùa 6)       | VTV3                    |

### Talkshow
| Năm  | Tên talkshow                                          | Kênh                  |
| 2014 | Nhịp cầu Nghệ Sĩ (15/02/2014)                         | THVL1                 |
| 2014 | Nhiệt Kế Giải Trí (2014)                              | VTC9                  |
| 2016 | Hậu trường nghệ thuật (31/07/2016)                    | HTV9                  |
| 2016 | Chào Buổi Tối (10/09/2016)                            | VTC14                 |
| 2016 | Vẻ đẹp cuộc sống (1 thg 8, 2016)                      | THVL1                 |
| 2016 | Tui hỏi Sao trả lời (2016)                            | SCTV14                |
| 2016 | Fun N' Deep Show (2016)                               | Yeah1TV               |
| 2017 | Câu Chuyện Âm Nhạc (22 tháng 5, 2017)                 | HTV7                  |
| 2017 | Muôn màu showbiz (Tập 42 năm 2017)                    | VTV3                  |
| 2017 | Tui hỏi Sao trả lời (2017)                            | SCTV14                |
| 2017 | Showbiz 101 (2017)                                    | VTC8                  |
| 2017 | HOT 100 độ!!! - Giải Trí 24h                          | Tuổi trẻ TV           |
| 2018 | Chuyện của sao (tháng 9/2018)                         | VTV9                  |
| 2018 | MV TOP HITS (tháng 5/2018)                            | LA34                  |
| 2019 | Phim Trên THVL (Kỳ 199 năm 2019)                      | THVL1                 |
| 2020 | Sao-Phải Làm Sao? (tập 3 năm 2020)                    | HTV7                  |
| 2020 | Phim Trên THVL (Kỳ 252 năm 2020)                      | THVL1                 |
| 2020 | Online 360 độ: Khách đến chơi nhà (21 tháng 11, 2020) | VOH FM 99.9 Mhz       |
| 2020 | Khám phá (2020)                                       | Youtube BTV Minh Tiệp |
| 2021 | Giải mã tri kỷ (Tập 106 năm 2021)                     | THVL1                 |
| 2021 | Hành Trình Hương Vị (tập 11 năm 2021)                 | THVL1                 |
| 2022 | Thanh Xuân Tôi (2022)                                 | HTV9                  |
| 2022 | Lời tự sự (12 tháng 2, 2022)                          | VTV3                  |
| 2022 | Cho Ngày Hoàn Hảo (07 tháng 05, 2022)                 | VTV2                  |
| 2022 | Phim Trên THVL (Kỳ 346 năm 2022)                      | THVL1                 |

### Gameshow
| Năm  | Tên gameshow                                | Kênh    |
| 2015 | Lữ Khách 24H (tập 153, 154 năm 2015)        | HTV7    |
| 2016 | Thiên Đường Ẩm Thực (mùa 2 tập 11 năm 2016) | HTV7    |
| 2016 | Người Hùng Tí Hon (mùa 2 năm 2016)          | HTV7    |
| 2016 | Gương Mặt Thân Quen (2016)                  | VTV3    |
| 2016 | Bếp Chiến (tập 14 năm 2016)                 | YanTV   |
| 2016 | Đặc Nhiệm Blouse Trắng (tập 2 năm 2016)     | HTV9    |
| 2016 | Alo Alo 24 (2016)                           | Yeah1TV |
| 2016 | Đàn Ông Phải Thế (mùa 2 tập 10 năm 2016)    | HTV7    |
| 2017 | Giọng Ải Giọng Ai (tập 18 năm 2017)         | HTV7    |
| 2017 | Ban Nhạc Quyền Năng (2017)                  | THVL1   |
| 2017 | Ai Cũng Bật Cười (tập 33 năm 2017)          | HTV2    |
| 2018 | Cao Thủ Đấu Nhạc (tập 12 năm 2018)          | HTV7    |
| 2018 | Ban Nhạc Quyền Năng (2018)                  | THVL1   |
| 2018 | Đêm Tiệc Cùng Sao (tập 8 năm 2018)          | VTV3    |
| 2018 | Đêm Tiệc Cùng Sao (tập 12 năm 2018)         | VTV3    |
| 2018 | Trí Lực Sánh Đôi (tập 13 năm 2018)          | VTV3    |
| 2018 | Đấu Trường Ẩm Thực (tập 38 2018)            | VTV9    |
| 2019 | Phản Ứng Bất Ngờ (tập 13 năm 2019)          | HTV7    |
| 2019 | Khẩu Vị Ngôi Sao (mùa 4 tập 39 năm 2019)    | HTV7    |
| 2019 | Ban Nhạc Quyền Năng (2019)                  | THVL1   |
| 2019 | Truy Tìm Cao Thủ (tập 15 năm 2019)          | THVL1   |
| 2019 | Bản Lĩnh Ngôi Sao (Tập 10 năm 2019)         | THVL1   |
| 2019 | Một Trăm Triệu Một Phút (Tập 208 năm 2019)  | VTV3    |
| 2020 | Úm Ba La Ra Chữ Gì (mùa 2 tập 9 năm 2020)   | VTV3    |
| 2020 | Gà Đẻ Trứng Vàng (tập 20 năm 2020)          | VTV3    |
| 2021 | Sức Sống Thanh Xuân (mùa 3 tập 20 năm 2021) | HTV7    |
| 2021 | Chơi Phải Thắng (tập 19 năm 2021)           | THVL1   |
| 2021 | Bản Lĩnh Ngôi Sao (Tập 124 năm 2021)        | THVL1   |
| 2021 | Truy Tìm Cao Thủ (tập 115 năm 2021)         | THVL1   |
| 2021 | Truy Tìm Cao Thủ (tập 151 năm 2021)         | THVL1   |
| 2021 | Thứ 5 Vui Nhộn (Tập 108 năm 2021)           | THVL1   |
| 2021 | Bộ 3 Siêu Đẳng (mùa 3 tập 5 năm 2021)       | VTV3    |
| 2021 | Chọn Đâu Cho Đúng (mùa 2 tập 36 năm 2021)   | VTV3    |
| 2021 | Úm Ba La Ra Chữ Gì (mùa 3 tập 24 năm 2021)  | VTV3    |
| 2021 | Ký Ức Vui Vẻ (mùa 3 tập 18 năm 2021)        | VTV3    |
| 2022 | Vừa Đi Vừa Hát (tập 8 năm 2022)             | HTV7    |
| 2022 | Bếp Ngọt (tập 20 năm 2022)                  | HTV9    |

## Tác phẩm

### Phim truyền hình
| Năm  | Tựa Phim                              | Vai diễn      | Kênh                       | Đạo diễn               | Nguồn |
| ---- | ------------------------------------- | ------------- | -------------------------- | ---------------------- | ----- |
| 2009 | Thứ ba học trò                        | Duy Lâm       | HTV9                       | Đặng Lưu Việt Bảo      |       |
| 2011 | Lặng lẽ yêu em                        | Hà Tuấn       | THVL1                      | Đặng Lưu Việt Bảo      |       |
| 2011 | Nước rút                              | Huy           | HTV7                       | Nguyễn Minh Cao        |       |
| 2012 | Số phận bị đánh cắp                   | Tuấn Thanh    | HTV7                       | Dũng Nghệ              |       |
| 2013 | Cạm bẫy thị thành                     | Duy           | Let's Viet                 | Lâm Lê Dũng            |       |
| 2014 | Trả giá                               | Phước         | Let's Viet                 | Đinh Đức Liêm          |       |
| 2015 | Tìm về bến giác                       | Thái Tử Kỳ Đà | Chùa Hoằng Pháp - Việt Nam | Triệu Hoàng Quân       |       |
| 2016 | Nước mắt chảy hgược                   | Khôi          | SCTV14                     | Nguyễn Quang Minh      |       |
| 2017 | Mẹ hổ dạy con dâu                     | Quốc Huy      | SCTV14                     | Nhâm Minh Hiền         |       |
| 2018 | Không như ngày hôm qua                | Quý           | VTV9                       | Nguyễn Lê Minh         |       |
| 2019 | Cô giáo của anh                       | Luân          | VTV9                       | Quách Khoa Nam         |       |
| 2019 | Hoa cúc vàng trong bão                | Đức           | VTV3                       | Nhâm Minh Hiền         |       |
| 2019 | Đánh cắp giấc mơ                      | Bình          | VTV3                       | Nguyễn Phương Điền     |       |
| 2019 | Tiếng sét trong mưa                   | Xuân          | THVL1                      | Nguyễn Phương Điền     |       |
| 2020 | Vua bánh mì                           | Gia Bảo       | THVL1                      | Nguyễn Phương Điền     |       |
| 2020 | Ngày em đến                           | Tài           | VTV3                       | Đinh Đức Liêm          |       |
| 2020 | Chàng rể hờ                           | Việt          | VTV3                       | Dũng Nghệ              |       |
| 2020 | Hạt Giống Tâm Hồn: Người yêu quý nhất | Phước         | HTV7                       | Nhâm Minh Hiền         |       |
| 2022 | Duyên kiếp                            | Hai Lương     | THVL1                      | Chu Thiện              |       |
| 2023 | Dâu bể mùa xưa                        | Hiếu          | HTV7                       | Huỳnh Long Trung Nghĩa |       |
| 2024 | Tham vọng giàu sang                   | Thịnh         | THVL1                      | Hoàng Tuấn Cường       |       |

### Phim điện ảnh
| Năm  | Tựa phim         | Đạo diễn                       | Vai diễn   | Nguồn |
| ---- | ---------------- | ------------------------------ | ---------- | ----- |
| 2017 | Oán              | Phạm Huỳnh Đông                | Huy        |       |
| 2017 | Vali Tình Yêu    | Lê Quang Thanh Tâm – Hoàng Bùi | Nam Phong  |       |
| 2018 | Đích Tôn Độc Đắc | Trần Ngọc Giàu                 | Hữu Phước  |       |
| 2022 | Nhà Không Bán    | Hoàng Tuấn Cường               | Huy        |       |
| 2024 | Sáng Đèn         | Hoàng Tuấn Cường               | Cảnh Thanh |       |
| 2025 | Âm Dương Lộ      | Hoàng Tuấn Cường               | Trọng Nhân |       |

### Lồng tiếng
| Năm  | Tựa phim                  | Nhân Vật |
| ---- | ------------------------- | -------- |
| 2018 | BILAL - Chiến Binh Sa Mạc | Bilal    |

### Sản phẩm âm nhạc
| Năm  | Tên MV                                  | Nhạc sĩ            | Ghi chú             |
| ---- | --------------------------------------- | ------------------ | ------------------- |
| 2010 | Sài Gòn Giáng Sinh                      | Quốc Nam           |                     |
| 2011 | Một Lời Yêu                             | Phan Quốc Anh      |                     |
| 2017 | Em Đang Nơi Nào                         | Châu Đăng Khoa     |                     |
| 2017 | Good Boy Gone Bad                       | Châu Đăng Khoa     |                     |
| 2017 | Có Lẽ                                   | Tiến Nguyễn        | Audio               |
| 2017 | Angel (Remix)                           | Hoài An            | Audio               |
| 2017 | Kỷ Niệm Yêu Thương - Ost Lặng Lẽ Yêu Em | Phan Đình Hiếu     | Audio               |
| 2017 | Là Vì Em                                | Dc Tâm             | Audio               |
| 2017 | Xóm Trọ 3D                              | Lăng Ld – Minh Lâm | Audio               |
| 2018 | Tin Người Không Đáng Tin                | Vương Anh Tú       |                     |
| 2018 | Bao Lâu Chưa Gặp Nhau                   | Shin Hồng Vịnh     |                     |
| 2018 | Ta Còn Nợ Gì Nhau                       | Hoài An            |                     |
| 2019 | Tình Gió Mây Ngàn                       | Nguyễn Khoa        |                     |
| 2020 | Nếu Mai Đây Mình Kết Thúc               | Nguyễn Minh Cường  |                     |
| 2020 | Một Người - Ost Vua Bánh Mì             | Nguyễn Văn Chung   |                     |
| 2022 | New Year With You                       | Mai Fin            | Kết Hợp Cùng Nam Em |

### Chương trình nhạc kịch

#### Paris By Night
| Năm  | Ca khúc                                | Thể hiện với  | Chương trình       |
| ---- | -------------------------------------- | ------------- | ------------------ |
| 2018 | Ngày Mùa Xuân Vừa Ghé (Châu Đăng Khoa) | Solo          | Paris By Night 124 |
| 2019 | Rừng Xưa Đã Khép (Trịnh Công Sơn)      | Mai Tiến Dũng | Paris By Night 129 |
| 2020 | Một Mình (Hamlet Trương)               | Solo          | Paris By Night 130 |
| 2024 | Say Đắm Là Sai Lắm (Hùng Quân)         | Myra Trần     | Paris By Night 136 |

## Giải thưởng
- Á quân Tiếng Ca Học Đường 2009[2]
- Top 12 Ngôi Sao Tiếng Hát Truyền hình 2009
- Huy chương bạc Đơn Ca Nghệ thuật Quần Chúng & Lực lượng Vũ Trang 2009
- Huy chương vàng Tiếng Hát Sinh Viên Toàn Quốc 2010[3]
- Quán quân Gương Mặt Thân Quen 2016[4]
- Actor Of The Year Male Icon Award 2024